# Sam (песня Оливии Ньютон-Джон)
«Sam» — песня австралийской певицы Оливии Ньютон-Джон. Она была написана Доном Блэком, Хэнком Марвином и Джоном Фарраром.
Как сингл песня была выпущена в январе 1977 года в качестве третьего и последнего сингла с восьмого студийного альбома Ньютон-Джон Don’t Stop Believin’ и достигла пика в США на первом месте в чарте Easy Listening и двадцатом месте в Hot 100. В британском чарте синглов она заняла шестую строчку, в Ирландии — первую.

## Отзывы критиков
В журнале Cash Box отметили, что песня «хорошо подходит к вокальному стилю прекрасной мисс Ньютон-Джон», а вот в журнале Record Mirror назвали песню «скучной» и с «сырыми струнными аранжировками».

## Позиции в хит-парадах
| Хит-парад (1977)                   | Высшая позиция |
| ---------------------------------- | -------------- |
| Австралия (Kent Music Report)      | 56             |
| Великобритания (UK Singles Chart)  | 6              |
| Ирландия (IRMA)                    | 1              |
| Канада (RPM Adult Contemporary)    | 1              |
| Канада (RPM Top Singles)           | 25             |
| Новая Зеландия (Recorded Music NZ) | 16             |
| США (Billboard Adult Contemporary) | 1              |
| США (Billboard Hot 100)            | 20             |
| США (Billboard Hot Country Songs)  | 40             |